# Івона Бурдзановська
Івона Бурдзановська (пол. Iwona Burdzanowska; нар. 1960, Демблін) — польська фотокореспондентка, журналістка, завідувачка фотовідділу, фоторедакторка, авторка подієвої та театральної фотографії.

## Життєпис
Івона Бурдзановська народилася 1960 року в Дембліні. В юності вона хотіла відвідувати середню художню школу в Наленчуві. Однак стала студенткою гімназії імені Ганни Савицької в Дембліні. Її дядько, професор хімії та біохімії, зацікавив її фотографією. Потім вона закінчила вищу фотошколу в Комплексі фотографічних шкіл у Варшаві.
У 1981 році вона почала займатися мікро- і макрофотографією та ультрафіолетовою фотографією на факультеті мікробіології Університету Марії Кюрі-Склодовської в Любліні. Під час походів і фотографування рослин захопилася біологією. Вона вступила на біологічний факультет.
Зацікавилася фотографуванням подій у 1987 році, під час третьої апостольської подорожі Івана Павла II до Польщі. Через рік народила доньку, після чого не повернулася до навчання і змінила спеціалізацію. У 1991 році почала працювати в люблінському відділенні «Газети Виборчої». Працювала в редакції до 2012 року.
Як фотографка співпрацювала з Люблінським театром імені Юліуша Остерви (1995-2011) та Музичним театром. Працювала над обкладинками музичних альбомів, зокрема, для Будки Суфлери, Матеуша Поспєшалського та Voo Voo. З 1989 року постійно співпрацює з Люблінською медичною палатою у створенні щомісячного журналу «Medicus». Після звільнення з «Газети Виборчої» співпрацює, серед іншого, з інтернет-редакцією Радіо Люблін.
У 2021 році її роботи були представлені на виставці «Єдина. Нерозказані історії польських фотографок у Будинку спіткань з історією», а її фотографії та інтерв'ю з нею увійшли до однойменної книги Моніки Шевчик-Віттек.